# Partidos verdes
Partidos Verdes podem se referir aos seguintes partidos políticos de tendência ecologista, principalmente, estes partidos estão mais presentes na Europa que em outras zonas do mundo:

## Europa
- Verdes Europeus

### Alemanha
- Aliança 90/Os Verdes: partido político alemão, membro do Partido Verde Europeu.

### Áustria
- Os Verdes - Alternativa Verde: partido político austríaco membro do Partido Verde Europeu.

### Bélgica
- Os Verdes Flamengos: partido político belga do estado de Flandres.

### Espanha
- Os Verdes: partido político espanhol, membro do Partido Verde Europeu.
- Iniciativa per Catalunya Verds: partido político catalão, membro do Partido Verde Europeu.

### Finlândia
- Aliança dos Verdes: partido político finlandês membro do Partido Verde Europeu.

### França
- Os Verdes: partido político francês membro do Partido Verde Europeu.

### Holanda
- Os Verdes de Esquerda: partido político holandês.

### Irlanda
- Partido Verde (Irlanda): partido político irlandês.

### Itália
- Federação dos Verdes: partido político italiano.

### Portugal
- Partido Ecologista "Os Verdes": partido político português

### Reino Unido
- Partido Verde da Inglaterra e País de Gales: partido político do Reino Unido.

### Suécia
- Partido Verde: partido político sueco.

### Suíça
- Os Verdes: partido político suíço membro do Partido Verde Europeu.

## América

### Brasil
- Partido Verde (Brasil): partido político brasileiro.
- Rede Sustentabilidade : partido político brasileiro.

### Estados Unidos
- Partido Verde (Estados Unidos): partido político estadunidense.

### Argentina
- Partido Verde (Argentina): partido político argentino.

### México
- Verde Ecologista: partido político.

### Colômbia
- Partido Verde Opção Centro: partido político.

## Oceania

### Austrália
- Verdes Australianos

### Nova Zelândia
- Partido Verde de Aotearoa.